# 시마자키 도손

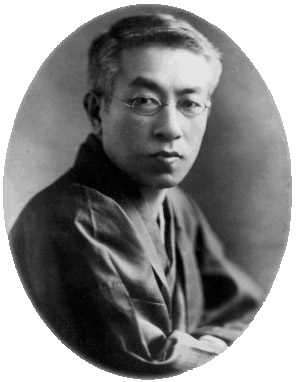
시마자키 도손

시마자키 도손(일본어: 島崎 藤村; 1872년 3월 25일 ~ 1943년 8월 22일)은 일본 메이지 시대의 시인이자 메이지에서 쇼와까지의 소설가다. 본명은 시마자키 하루키(島崎春樹)이다.
1897년 시집 <와카나슈(若菜集)>를 낸 후 <히토하부네(一葉舟)>(1898), <라쿠바이슈(落梅集)>(1901) 등을 발표, 화려한 낭만시인으로서 출발했다. 그러나 1899년부터 산문으로 전환, 1903년 <와라조리(藁草履)> 등을 발표했고, 1906년 3월 <하카이>를 발표하여 근대문학에 새로운 시대를 개척하고 동시에 문단에 확고한 지위를 구축했다. 1943년 8월 22일 뇌출혈로 죽었다. 근대문학에 거대한 발자취를 남긴 문호(文豪)이다.

## 생애
나가노 현(長野縣)에서 7남매의 막내로 태어났다. 열 살이 되던 1881년 봄, 도쿄로 상경해 학교에 다녔다. 이 시기에 서양 문학에 심취하는 한편, 평생 스승으로 존경한 마쓰오 바쇼(松尾芭蕉)나 사이교(西行) 등 일본 문학도 섭렵하며 문학의 꿈을 키웠다. 졸업하던 해에 메이지여학교 교사가 됐다. 이듬해, 시인 기타무라 도코쿠(北村透谷)와 함께 잡지 ≪문학계≫를 창간해 동인으로 극시와 수필을 발표하며 문학가로 나섰다. 1896년 도쿄를 떠나 센다이 도호쿠학원 교사가 됐다. 당시 센다이의 자연을 벗 삼아 시 창작에 전념했다. 시집 ≪새싹집≫은 근대인의 감정과 사고를 대변하는 일본 근대시의 모태가 되었고, 이후 그는 ≪일엽편주≫, ≪여름풀≫을 잇달아 발표해 메이지 낭만주의 시인으로 명성을 떨쳤다. 1901년 마지막 시집 ≪낙매집≫을 끝으로 ‘시에서 산문’으로 전향하는 방법을 모색하기 시작했다. 일본 문단을 새롭게 장식한 장편 소설 ≪파계≫(1906)를 계기로 도손은 자연주의 소설가로 인정받게 됐다. 곧바로 장편 소설 ≪봄≫(1908)과 ≪집≫(1910)을 잇달아 발표했다. 이후 ≪신생≫(1918)은 넷째 딸의 출산 후유증으로 죽은 부인을 대신해서 집안 살림을 도와주던 조카딸과의 불륜을 소재로 해 엄청난 파문을 일으켰다. 1943년 8월 ≪동방의 문≫을 쓰다가 뇌출혈로 쓰러져 세상을 떠났다.

## 대표작
파계(破戒)
1906년 발표한 시마자키 도손의 최초의 단편소설. 도스토예프스키의 <죄와 벌>의 영향이 강하나, 주인공 속에 작가 자신의 문제를 투영시켜 자아에 눈뜨는 인간의 마음을 그림으로써 근대문학의 기념할 만한 최초의 작품이 되었다. 자연주의 문학의 빛나는 제일보(第一步)이기도 했다.